# Oskar Stoczyński
Oskar Stoczyński (ur. 11 maja 1991 w Sosnowcu) – polski aktor teatralny, filmowy, dubbingowy. Absolwent Wydziału Aktorskiego PWSFTViT w Łodzi.
Za rolę w spektaklu dyplomowym Laleczka (reż. Jacek Poniedziałek) oraz Iwona. Księżniczka Burgunda (reż. Anna Augustynowicz) otrzymał wyróżnienie na 34. Festiwalu Szkół Teatralnych w Łodzi.
Ma na koncie udział w kilkunastu etiudach filmowych, a także filmach fabularnych takich jak
Miasto 44 w reżyserii Jana Komasy, Powrót w reżyserii Pawła Siedlika, Kryształowa dziewczyna w reżyserii Artura Urbańskiego oraz Moje córki krowy Kingi Dębskiej.
Serialowo pojawił się m.in. w produkcji Przyjaciółki, M jak miłość, O mnie się nie martw. W serialu Barwy szczęścia występuje jako podkomisarz Kodur.
W teatrze współpracował z takimi reżyserami jak Agata Duda-Gracz Śmierć przyjeżdża w środę (Teatr im. Jana Kochanowskiego w Opolu), Wojciech Faruga Mewa (Teatr Powszechny w Warszawie), Paweł Łysak Kuroń. Pasje według Św. Jacka (Teatr Powszechny).
Od 2017 roku współpracuje na stałe z Teatrem Powszechnym w Warszawie.
Wiosną 2018 roku na ekranach kin pojawi się film Krew Boga w reżyserii Bartosza Konopki z udziałem aktora.

## Spektakle teatralne

### Teatr Powszechny, Warszawa
- 2017 – Kram z piosenkami (reż. Cezary Tomaszewski)
- 2017 – Mefisto (reż. Agnieszka Błońska)[9]
- 2017 – Mewa (reż. Wojciech Faruga)[10]
- 2017 – Dziewczyny do wzięcia (reż. Piotr Ratajczak)
- 2017 – Kuroń. Pasje według Św. Jacka jako Jacek Kuroń (reż. Paweł Łysak)[11]
- 2020 – Martwa natura (reż. Agnieszka Jakimiak)[12]

### Teatr im. Jana Kochanowskiego, Opole
- 2016 – Śmierć przyjeżdża w środę (reż. Agata Duda-Gracz)

## Filmografia
| Rok  | Tytuł                  | Rola                             | Uwagi                 |
| ---- | ---------------------- | -------------------------------- | --------------------- |
| 2014 | Miasto 44              |                                  |                       |
| 2014 | M jak miłość           | Dominik Sulej                    | odc. 1055-1057, 1067  |
| 2015 | Przyjaciółki           | barman                           | odc. 58               |
| 2015 | O mnie się nie martw   | sprzedawca                       | odc. 33               |
| 2015 | Moje córki krowy       | sanitariusz                      |                       |
| 2016 | Kryształowa dziewczyna | Szymon Jakubek, narzeczony Wiesi |                       |
|      | M jak miłość           | Jarek                            | odc. 1397, 1399, 1403 |
| 2018 | Krew Boga              | Zun                              |                       |
| 2018 | Chyłka. Zaginięcie     |                                  | odc. 3                |
| 2019 | Rufus                  | Tomek                            |                       |
| 2019 | 39 i pół tygodnia      | ratownik                         | odc. 1                |
| 2020 | Na Wspólnej            | Michał Karwowski                 | odc. 3033, 3035, 3041 |
| 2020 | Nieobecni              | adwokat Kuby Olechnowicza        | odc. 4                |
| 2022 | Barwy szczęścia        | podkomisarz Kodur                |                       |